# Цао Вэньсюань
Ца́о Вэньсюа́нь (кит. упр. 曹文轩, пиньинь Cáo Wénxuān; род. 9 января 1954, Яньчэн, Цзянсу) — китайский детский писатель

, профессор Пекинского университета. Лауреат премии имени Х. К. Андерсена (2016 год).

## Биография
Родился 9 января 1954 года в бедной крестьянской семье в деревне на окраине Яньчэна в провинции Цзянсу. На детские годы будущего писателя пришлись Великий китайский голод и Культурная революция, воспоминания о которых в дальнейшем повлияли на его мировоззрение и творчество.
В семнадцать лет опубликовал первые произведения для детей. Благодаря тому, что его литературные успехи были оценены на местном уровне, в возрасте двадцати лет получил рекомендацию к поступлению в Пекинский университет, в котором после окончания обучения остался работать на факультете китайского языка и литературы.
В 2016 году первым из китайских писателей получил международную литературную премию для детских писателей имени Х. К. Андерсена.

## Творчество
Написал свыше 100 литературных произведений, три из которых были положены в основу сценариев для фильмов. Произведения Цао Вэньсюаня переводились на различные языки, включая английский, корейский, немецкий, французский, шведский и японский.
Цао Вэньсюань в творчестве развивает традиции реализма. Действие его произведений происходит на фоне массового голода, репрессий времён Культурной революции, нашествия саранчи и других трудных жизненных ситуаций. Дети — герои его произведений — проходят через трагические испытания, переносят страдания. По словам автора, в его творчестве находят отражение его собственные детские воспоминания.
|                                 | 一个人永远也走不出他的童年。 |  | Человек никогда не сможет выбраться из своего детства. |  |
| Цао Вэньсюань, «Соломенный дом» |                              |  |                                                        |  |

Среди наиболее значимых произведений автора литературоведы называют такие, как «Соломенный дом» (кит. 草房子) и «Бронза и Подсолнух» (кит. 青铜葵花).

### «Соломенный дом»
Вышедший впервые в 1997 году роман «Соломенный дом» был переиздан более трёхсот раз, его общий тираж превысил 10 миллионов экземпляров.
Книга рассказывает историю шестилетнего мальчика Сансана, ученика начальной школы, который оказывается свидетелем или участником разных необычных и трогающих за душу событий.
В 2000 году режиссёр Сюй Гэн снял по книге фильм «Хижина».

### «Бронза и Подсолнух»
Роман «Бронза и Подсолнух» впервые был издан в 2004 году и с тех пор переиздавался более двухсот раз.
В книге действие происходит в деревне в эпоху Культурной революции, когда у приехавшей из города девочки по имени Подсолнух гибнет сосланный сюда на каторжные работы отец-скульптор, и крайне бедная крестьянская семья мальчика Бронзы решается приютить у себя сироту.

## Награды
- Премия имени Х. К. Андерсена (2016 год)[1].